# Південне (Білгород-Дністровський район)
Півде́нне, до 1945 року Сарія (рум. Saria) — село Старокозацької сільської громади Білгород-Дністровського району Одеської області в Україні. Населення становить 372 осіб.

## Населення
Згідно з переписом 1989 року населення села становило 368 осіб, з яких 165 чоловіків та 203 жінки.
За переписом населення 2001 року в селі мешкали 372 особи.

### Мова
Розподіл населення за рідною мовою за даними перепису 2001 року:
| Мова       | Відсоток |
| ---------- | -------- |
| українська | 78,76 %  |
| румунська  | 11,56 %  |
| російська  | 7,8 %    |
| болгарська | 1,08 %   |
| білоруська | 0,27 %   |
| гагаузька  | 0,27 %   |
| угорська   | 0,27 %   |